# Tveit
Tveit este o localitate din comuna Kristiansand, provincia Vest-Agder, Norvegia, cu o suprafață de 0,93 km² și o populație de 1.340 locuitori (2013).